# كين ساندرز (بائع كتب)
كين ساندرز (بالإنجليزية: Ken Sanders)‏ هو بائع كتب أمريكي، ولد في 1951 في مدينة سولت ليك في الولايات المتحدة.